# Sandra de Neef
Sandra de Neef (Rotterdam, 19 maart 1959) is een wielrenner uit Nederland.
In augustus 1980 werd zij nationaal kampioen sprint op de baan.
In 1981 op het WK op de baan besluit ze te stoppen met baanwielrennen, en zich te gaan richten op wielrennen op de weg.
In 1982 werd zij zesde in de Batavus Voorjaars-race.